# 七飯藤城インターチェンジ
七飯藤城インターチェンジ（ななえふじしろインターチェンジ）は、北海道亀田郡七飯町字藤城にある、函館新道（北海道縦貫自動車道に並行する一般国道自動車専用道路(A'路線) ）のインターチェンジ。

## 歴史
- 2001年（平成13年）3月24日：七飯本町IC - 七飯藤城IC間が開通し、函館新道の自動車専用道路区間が全線供用。

## 周辺
- ラッキーピエロ峠下総本店
- 峠下流通関連団地[1]
- 北海道昆布館
- 道の駅なないろ・ななえ
- 新函館北斗駅 - 北海道旅客鉄道（JR北海道）函館本線/北海道新幹線）
- はこだてわいん葡萄館 本店

## 接続する道路
- 国道5号（赤松街道[2]）

## 計画
高規格幹線道路として七飯IC - 七飯藤城ICを接続する計画があり、2007年（平成19年）に国土交通省道路局によって作成された「道路の中期計画（素案）」にも盛り込まれている。

## 隣
E5 函館新道
(3) 七飯本町IC - (4) 七飯藤城IC